# Kodaline
I Kodaline (ˈkoʊdəlaɪn) sono un gruppo musicale irlandese alternative rock formatosi a Dublino. Originariamente conosciuta come 21 Demands, la band comincia a farsi sentire nel marzo 2007, con il loro singolo di debutto Give Me a Minute che sale subito sul podio della Irish Singles Chart, ottenendo risultati incredibili per essere un brano pubblicato in modo indipendente.
Nel 2011 la band cambia il nome in Kodaline. Steve Garrigan e Mark Prendergast si conoscono fin dall'infanzia, essendo entrambi cresciuti a Dublino. Anni dopo hanno cominciato a condividere il loro amore per la musica insieme a Vinny May, anche lui di Dublino, ed entra quindi a far parte della band. Hanno poi recentemente completato la formazione reclutando il bassista Jason Boland.

## Carriera
Venerdì 7 settembre 2012, i Kodaline hanno pubblicato il loro primo EP: The Kodaline EP. Uno dei quattro brani presenti nell'EP è All I Want, che ha subito ricevuto significativi riconoscimenti. È stato selezionato come singolo della settimana dalla BBC Radio, è comparso nella stagione 9 di Grey's Anatomy (nella puntata "Remember the Time"), ed è stata la canzone di sottofondo di Google's 2012: Year in Review video. Il 9 dicembre del 2012, la BBC ha annunciato che i Kodaline erano stati nominati per il Sound 2013 poll. Nel 2014, il loro singolo "High Hopes" è la colonna sonora del film Love, Rosie, Tratto dal romanzo di Cecilia Ahern.

### 2013:In a Perfect World
Il 17 giugno 2013, i Kodaline pubblicano il loro primo album in studio, In A Perfect World. La versione Deluxe del CD, contiene la performance live di All I Want, High Hopes, Love Like This, Pray, All Comes Down e The Answer, registrate al The Button Factory di Dublino.

### 2015:Coming Up For Air
Il primo singolo estratto è Honest, seguito da Ready, nel quale video compare l'attore Christopher Mintz-Plasse.

### 2017
La band registra il singolo Brother e annuncia un nuovo tour europeo che, tuttavia, deciderà di rinviare al 2018 per poter lavorare al loro terzo album.
Il 13 ottobre fanno uscire l'EP I Wouldn’t Be, contenente le canzoni I Wouldn’t Be, The Riddle, Blood and Bones e Ready To Change, di cui viene pubblicato anche il video ufficiale.

### 2018
Nel 2018 escono i singoli Follow Your Fire, Shed A Tear, Worth It e Head Held High, che rappresentano probabilmente l'anteprima del nuovo album, in uscita a fine anno.
Il 28 settembre 2018 esce Politics of Living, terzo album della band. Il singolo Brother ottiene una certa rilevanza nelle classifiche internazionali.

### 2020
Nel 2020 i Kodaline pubblicano il loro quarto album One Day at a Time e collaborano con Gabrielle Aplin nel brano Everyone Changes.

## Discografia

### Album in studio
- 2013 - In a Perfect World
- 2015 - Coming Up for Air
- 2018 - Politics of Living
- 2020 - One Day at a Time

### EP
- 2012 - The Kodaline - EP
- 2013 - The High Hopes EP
- 2013 - Brand New Day EP
- 2017 - I Wouldn't Be EP

### Singoli
- 2013 - High Hopes
- 2013 - Love Like This
- 2013 - Brand New Day
- 2014 - One Day
- 2015 - Honest
- 2015 - Ready
- 2016 - Raging (feat. Kygo)
- 2017 - Brother
- 2018 - Follow Your Fire
- 2018 - Shed a Tear
- 2018 - Worth It
- 2018 - Head Held High

## Componenti
- Steve (Stephen) Garrigan - voce, chitarra, tastiere
- Mark Prendergast - chitarra
- Jason Boland - basso
- Vincent May - batteria